# 甘肃柳
甘肃柳（学名：Salix fargesii var. kansuensis）为杨柳科柳属下的一个变种。

## 扩展阅读
- 維基物種上的相關：甘肃柳